# Тохторське сільське поселення
Тохто́рське сільське поселення (рос. Тохторское сельское поселение) — сільське поселення у складі Акшинського району Забайкальського краю Росії.
Адміністративний центр та єдиний населений пункт — село Тохтор.

## Населення
Населення сільського поселення становить 305 осіб (2019; 371 у 2010, 414 у 2002).